# 西门站 (福州)
西门站（福州話：/sɛ˥˥ muoŋ˥˧/）位于中华人民共和国福建省福州市鼓楼区杨桥路与白马路交叉口东侧地下，是福州地铁4号线的地铁车站，于2023年8月27日启用。

## 站名来源
车站所处地是福州历代旧城中明朝府城西门，故得名西门。《三山志》中记载：“门外通怡山，梁时王霸升举，故名。亦名怡山门。”

## 车站结构
西门站位于杨桥路与白马路交叉口东侧下方，站体沿杨桥路呈东西走向，为地下二层车站。
| 地面层   | 出入口                               |  | 出入口                   |
| 地下一层 | 站厅                                 |  | 票务服务、自动售票机     |
| 地下二层 | 1                                    |  | 4号线 往帝封江（东街口） |
| 地下二层 | 岛式站台，列车运行方向左侧的车门打开 |  |                          |
| 地下二层 | 2                                    |  | 4号线 往凤凰池（陆庄）   |

### 车站艺术
西门站是4号线上的一座特色车站。车站临近三坊七巷，故将福州古厝弧形元素纳入站厅中部空间设计，对应古建筑瓦片屋顶，和福州古厝弧形元素相呼应，体现了福州悠久的文化历史。
站厅处设有漆画艺术墙《闽都古韵》，主要表现的是古时福州乌塔、白塔及三坊七巷在日出后的美丽景色。画作运用漆画的髹饰技艺，利用蛋壳、螺钿、金箔、银箔、大漆、干漆粉、粗银等材料进行绘制。

### 出入口与周边
车站现开放3个出入口，其中无障碍电梯位于D出入口、卫生间位于C出入口。
| 西门站出入口信息            | 西门站出入口信息 | 西门站出入口信息 | 西门站出入口信息                       |
| --------------------------- | ---------------- | ---------------- | -------------------------------------- |
|                             |                  |                  |                                        |
| 编号                        | 设施             | 位置             | 接驳交通                               |
| 出口 · B                    |                  | 车站西北口       | 西门、高峰桥、善化坊口                 |
| 出口 · C                    |                  | 车站西南口       | 省话剧院、高峰桥、善化坊口、西门       |
| 出口 · D                    |                  | 车站东南口       | 善化坊口、福州十八中、三坊七巷(双抛桥) |
| 注： 设有电梯 \| 设有卫生间 |                  |                  |                                        |

## 历史
- 2017年6月29日，福建省发展和改革委员会批复《福州市城市轨道交通4号线一期工程可行性研究报告》（闽发改网审交通〔2017〕103号），4号线在杨桥路与白马路路口东侧设白马北路站。[6]
- 2020年7月15日，西门站开展供水干管迁改施工。[7]
- 2023年8月23–25日，西门站开启免费试乘活动。[8]
- 2023年8月27日，西门站启用。[1]

## 逸事
与1号线、2号线的换乘站——南门兜站类似，杨桥路与白马路交叉口上生长的两株大榕树属于福州市二级古树名木，地铁方为保障其生长，故将本站设于杨桥路与白马路交叉口东侧，以保障车站施工不影响到该树，并在车站东侧设单渡线。未来若有新线路要在本站实现换乘，只可采用通道换乘方式。